# Happysad

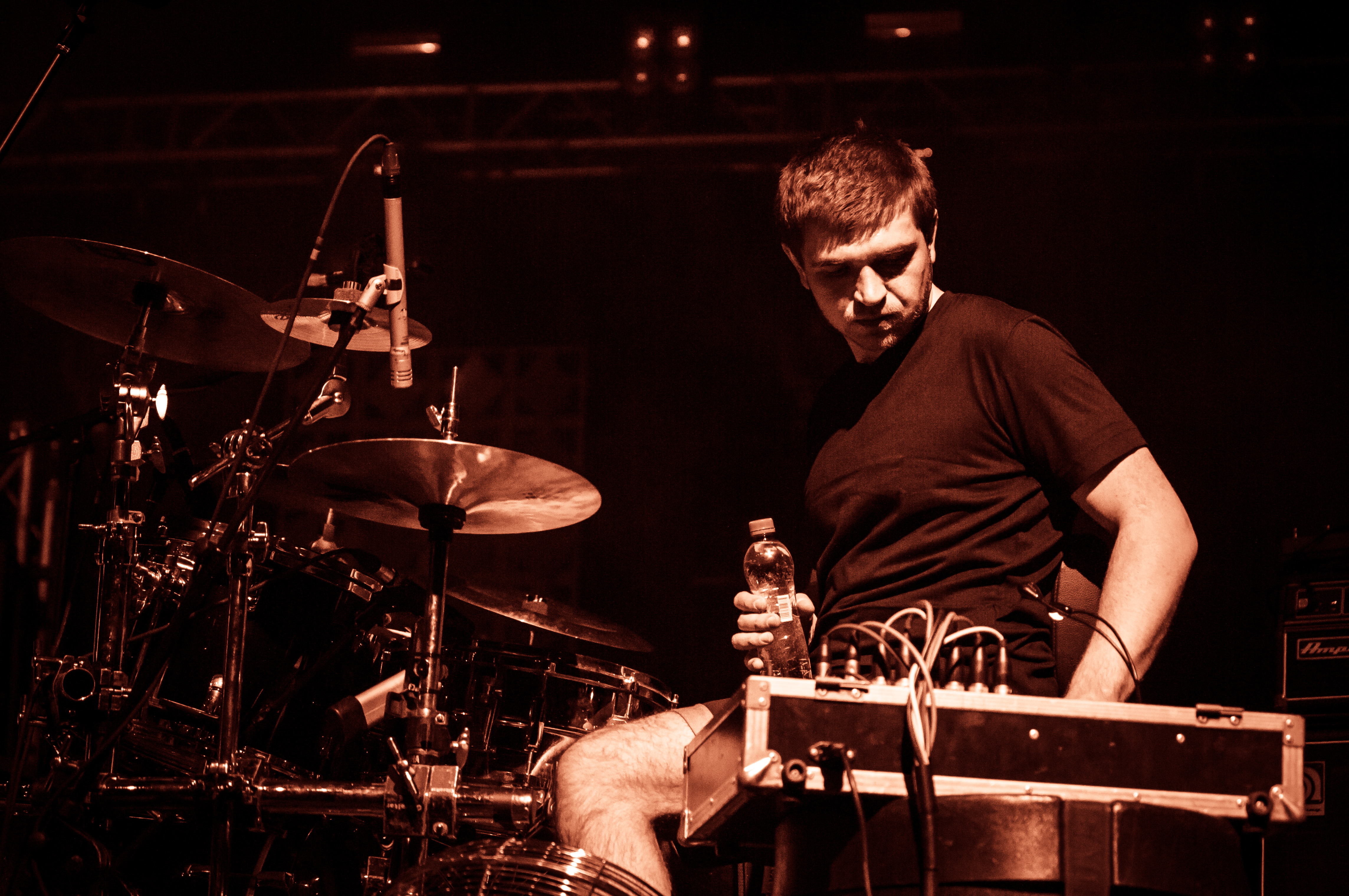
Jarosław Dubiński „Dubin”, perkusista zespołu Happysad podczas Rocket Festiwal 2013 w Warszawie

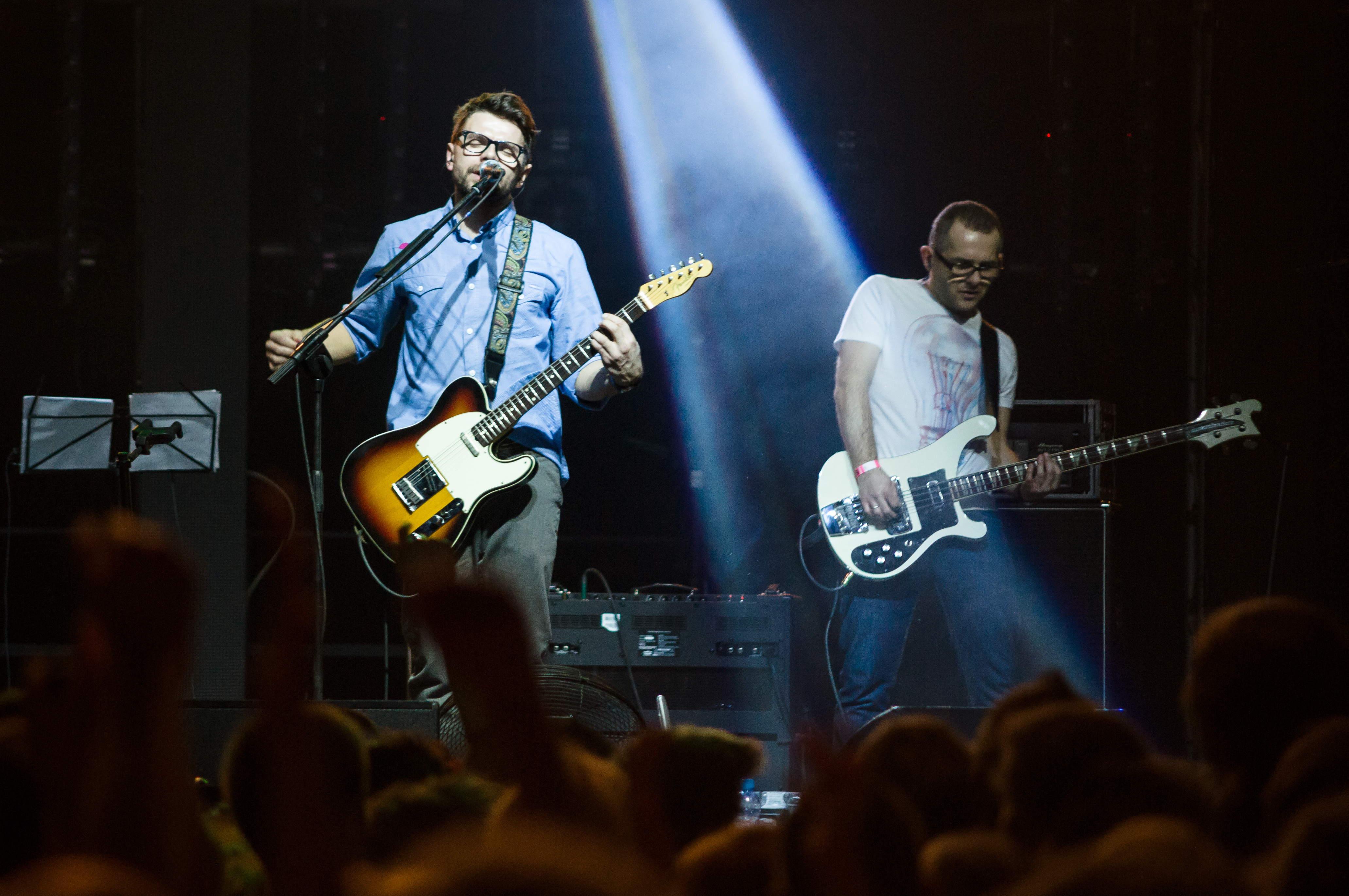
Jakub Kawalec (wokal, gitara) i Artur Telka „Artour” (bas) na Rocket Festiwal 2013 w Warszawie

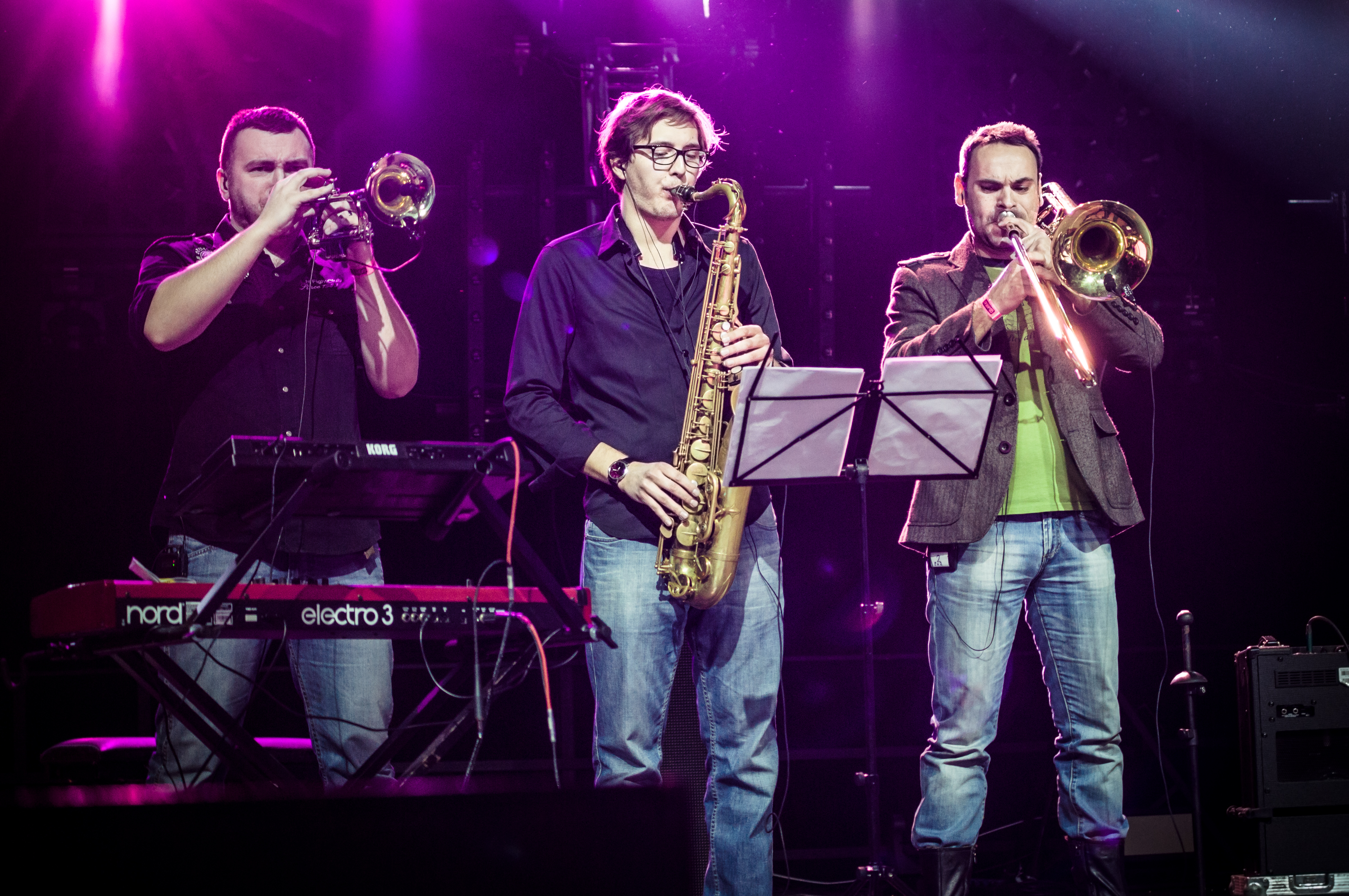
Sekcja dęta zespołu Happysad podczas Rocket Festiwal 2013 w Warszawie

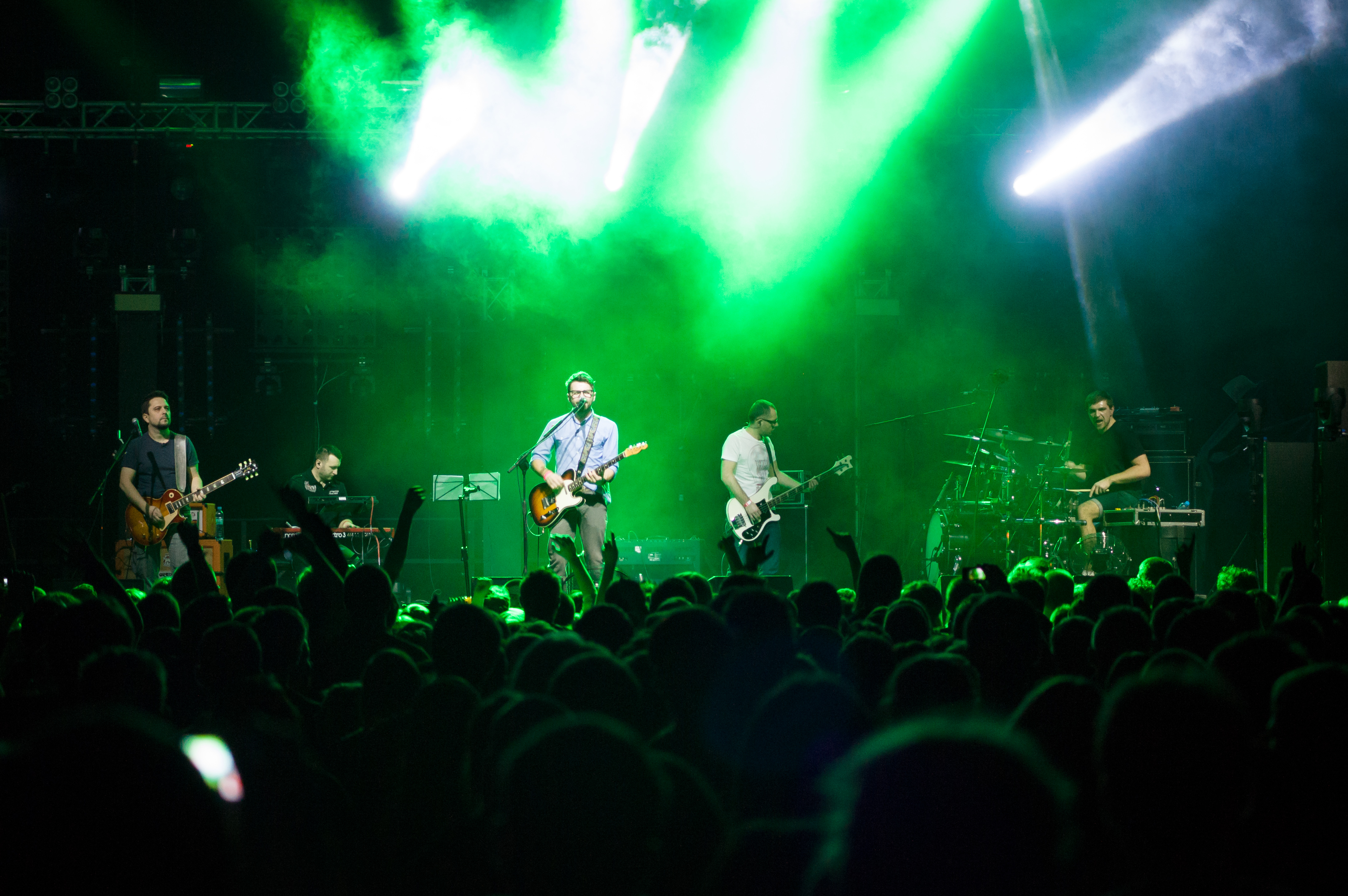
Zespół Happysad na Rocket Festiwal 2013

Happysad (zapis stylizowany happysad) – polski zespół rockowy założony w 2001.

## Historia
Zespół został założony w 2001 w Skarżysku-Kamiennej przez muzyków, którzy już wcześniej grali razem. Początkowo występowali pod nazwą HCKF (Hard Core’owe Kółko Filozoficzne), którą później zmienili na Happy Sad Generation. W 2002 przybrali nazwę happysad, wybrali logo grupy (z nazwą pisaną małą literą) i nagrali pierwsze demo z materiałem, który w lipcu 2004 wydali nakładem S.P. Records na albumie pt. Wszystko jedno. Płytę promowali singlem „Zanim pójdę”, który przez 33 tygodnie utrzymywał się na Liście Przebojów Programu Trzeciego. W kwietniu 2007 magazyn „Teraz Rock” uznał Wszystko jedno za jeden z 50 najważniejszych albumów w historii polskiego rocka.
W październiku 2005 wydali album pt. Podróże z i pod prąd, który został doceniony przez krytyków muzycznych – redakcja magazynu „Teraz Rock” uplasowała go wśród najlepszych polskich albumów roku.
W połowie 2006 Maciej Sosnowski odszedł z zespołu, a nowym perkusistą w składzie został Jarosław Dubiński. 1 września 2007 podczas organizowanego przez nich festiwalu SKARfest wydali album pt. Nieprzygoda, który zajął pierwsze miejsce na liście sprzedaży w Polsce. Podczas jesiennej trasy promocyjnej Nieprzygoda Tour 2007 zagrali koncerty w ponad 40 miastach.
21 czerwca 2008 podpisali kontrakt z wytwórnią Mystic Production na pierwszą w dorobku grupy koncertową płytę DVD pt. Na żywo w Studio z zapisem występu z 4 października w Krakowie podczas jesiennej trasy koncertowej Długa Droga Tour. Koncertowe wydawnictwo zyskało status złotej płyty już w dniu premiery, 24 listopada 2008, z czytelnicy magazynu „Teraz Rock” uznali je za najlepsze polskie muzyczne wydawnictwo DVD 2008 roku. 16 lutego 2009 ukazała się wersja audio tego koncertu, w formie podwójnego albumu CD.
Wraz z wiosenną trasą koncertową Eska Rock Tour 2009 zespół zyskał nowego członka – Daniela Pomorskiego (trąbka, instrumenty klawiszowe), z którym muzycy współpracowali już przy nagraniu Na żywo w Studio. 19 października 2009 wydali album pt. Mów mi dobrze, za którego sprzedaż otrzymali w maju 2010 certyfikat złotej płyty.
2 października 2010 wyruszyli w trasę koncertową Skazani na busa Tour, którą musieli przerwać pod koniec listopada z powodu poważnej choroby perkusisty. Grupa zapowiedziała, że miasta, w których nie odbyły się zapowiedziane koncerty, zostaną włączone do kolejnej zimowo-wiosennej trasy zespołu. Podczas trasy „Skazani na busa Tour” wykonywali przekrojowy materiał ze wszystkich swoich płyt (utwory „Ostatni blok w mieście” i „Manewry szczęścia” zostały na nowo zaaranżowane), a także niepublikowany dotąd utwór „Nic nie zmieniać”.
W 2011, z okazji dziesięciolecia zespołu, zagrali jubileuszowy koncert na festiwalu w Jarocinie. 7 października 2011 wydali dwupłytowy album pt. Zadyszka; na pierwszej płycie umieścili covery swoich piosenek wykonywane przez zaprzyjaźnione z nimi kapele (m.in. Czesław Śpiewa, Indios Bravos, Enej, Muchy, Hurt czy Frontside), a na drugiej — pełny zapis jubileuszowego koncertu na festiwalu w Jarocinie. Jesienią 2011 zagrali urodzinową trasę koncertową „Zadyszka Tour”. 1 października, podczas otwierającego trasę koncertu w Skarżysku-Kamiennej, wydali reedycję swojego pierwszego dema nagranego w Studiu Kaesemek w Końskich między 8 a 12 kwietnia 2002.
W lutym 2012 w domowym studiu w Nowym Kawkowie nagrali materiał na album pt. Ciepło/Zimno, który wydali 5 września 2012. W tym samym roku zagrali na Przystanku Woodstock, a za swój występ otrzymali nagrodą „Złoty Bączek” przyznawany w plebiscycie publiczności. W następnie roku ponownie zagrali na tym festiwalu, a zapis koncertu wydali 4 grudnia 2013 na albumie CD/DVD, pt. Przystanek Woodstock 2013. W 2014 nagrali album pt. Jakby nie było jutra.
W 2017 wydali album pt. Ciało obce, a 31 marca tego samego rolu, we wrocławskim klubie Centrum Koncertowe A2, zagrali swój tysięczny koncert. W 2019 byli gośćmi specjalnymi 16. festiwalu reggae Najcieplejsze Miejsce Na Ziemi w Wodzisławiu Śląskim.

## Twórczość
Styl grupy Happysad najczęściej określany jest jako mieszanka rocka alternatywnego, gitarowego. Jednak wokalista, Jakub Kawalec, określił swoją muzykę jako rock regresywny, jednocześnie odcinając się zdecydowanie od nurtu punk rock. W wywiadzie dla magazynu Pressja powiedział:
My nie jesteśmy punkrockowcami. Nie utożsamiamy się z żadną ideologią – ani punkową, ani punkrockową. (...) Mieliśmy parę pomysłów na kilka piosenek i od razu zostaliśmy wrzuceni do jakiegoś worka z kapelami, które od 20-stu lat buntują się. Dla nas liczy się głównie muzyka. Ja zawsze mówię, że jesteśmy totalnymi, romantycznymi bezideowcami. (..) Nie jesteśmy jakimś moralizującym tworem i takim, który wyznacza kierunki myślenia.
Gitarzysta Łukasz Cegliński uzupełnił tę wypowiedź:
(...) w latach tam 70’ czy w połowie lat 80’ poprzez muzykę punkrockową czy punkową ludzie chcieli coś zrobić, zmienić świat, a my tak nie bardzo chcemy.
Ponadto Jakub Kawalec, charakteryzując wykonywany przez zespół gatunek muzyczny, powiedział:
(...) jesteśmy zespołem, który gra rock regresywny, czyli stojący w zupełnej opozycji do rocka progresywnego, zupełnie nic nie wnoszący do rzeczywistości muzycznej – style są pomieszane z tych istniejących. Nie poszukujemy, odtwarzamy.
Jednakże po wydaniu albumu Ciepło/Zimno, w wywiadzie dla czasopisma Teraz Rock, zespół podaje w wątpliwość aktualność określenia rock regresywny:
(...) Można poszukiwać. I ta płyta jest właśnie taka. Nie wiem, czy nasza etykietka „regresywnego rocka” – przekorna bo przekorna, ale jednak – jest dalej aktualna, bo zespół naprawdę oddał się poszukiwaniom.(...)
Po wydaniu pierwszego albumu zespołowi zarzucana była zbytnia prostota utworów; magazyn zine określił je jako 3-akordowe. Z drugiej strony, prostota ta bywała traktowana jako zaleta. Magazyn Cogito pisał: „Pozornie nieskomplikowane gitary unikają ścierających gryfy solówek, ale powalają barwą (...) i sprawnością”. Magazyn Teraz Rock w recenzji określa teksty Kawalca jako proste, bezpośrednie, napisane lekkim piórem i niepretensjonalne a muzykę jako pozbawioną niesamowitych pomysłów, ale za to pełną uroku, ciepła, naiwnego piękna i specyficznej subtelności.
Piosenki z drugiego albumu są bardziej złożone pod względem aranżacji, a także bardziej zróżnicowane. Za Wszystko jedno zespół był chwalony za żonglowanie konwencjami; podobnie jest i na Podróżach... – od utworów melodyjnych, dynamicznych, reggae’ujących, pełnych pozytywnej energii, są tu i utwory ostre i rockowe, nieco ponure oraz ballady.
Trzeci album – Nieprzygoda – postrzegany jest jako najdojrzalszy w dorobku grupy. Zespół odchodzi w nim od mocnych brzmień na rzecz rozbudowanych kompozycji i psychodelii. W Strip-Tease dla magazynu Teraz Rock wokalista Jakub Kawalec mówi: „(...) Chcieliśmy sobie troszkę odetchnąć od tego energetycznego łupania. Czuliśmy potrzebę lekkiego przyhamowania. To takie uchylenie okna w pokoju, żeby wleciało odrobinę świeżego”.
O wiele radośniejszym i bardziej energicznym jest czwarty album grupy „Mów mi dobrze”. Można powiedzieć, że jest on niemal kompletnym przeciwieństwem poprzedniej płyty. Oprócz znanego z wydawnictwa DVD utworu „W piwnicy u dziadka” oraz „Nie ma nieba” wpisanym już od roku na koncertową setlistę zespołu, na „Mów mi dobrze” znajduje się jeszcze 10 premierowych piosenek. Dynamiki i smaczków aranżacyjnych dodaje albumowi wykorzystane na nim dodatkowe instrumentarium – oprócz goszczącej na nagraniach już drugą płytę trąbki, pojawiają się również klawisze i akordeon.

## Muzycy
| - Jakub Kawalec – śpiew, gitara, teksty - Łukasz „Pan Latawiec” Cegliński – gitara - Artur „Artour” Telka – gitara basowa - Jarosław „Dubin” Dubiński – perkusja - Maciej „Ramzej” Ramisz – instrumenty klawiszowe, gitara, śpiew - Michał „Misiek” Bąk – saksofon, instrumenty klawiszowe, śpiew | - Paweł Półtorak – perkusja (2002) - Piotr „Szosiu” Szostak – perkusja (2003) - Maciek „Ponton” Sosnowski – perkusja (2003/2006) |

## Dyskografia

### Albumy
| Tytuł                                                   | Dane dot. albumu                                          | Pozycja na liście | Certyfikat                         |
| Tytuł                                                   | Dane dot. albumu                                          | POL               | Certyfikat                         |
| ------------------------------------------------------- | --------------------------------------------------------- | ----------------- | ---------------------------------- |
| Wszystko jedno                                          | - Data: 1 lipca 2004 - Wydawca: S.P. Records              | –                 |                                    |
| Podróże z i pod prąd                                    | - Data: 12 października 2005 - Wydawca: S.P. Records      | 21                |                                    |
| Nieprzygoda                                             | - Data: 1 września 2007 - Wydawca: S.P. Records           | 1                 |                                    |
| Mów mi dobrze                                           | - Data: 19 października 2009 - Wydawca: Mystic Production | 7                 | - POL: złota płyta                 |
| Ciepło/Zimno                                            | - Data: 5 września 2012 - Wydawca: Mystic Production      | 1                 | - POL: złota płyta                 |
| Jakby nie było jutra                                    | - Data: 22 października 2014 - Wydawca: Mystic Production | 1                 | - POL: złota płyta (grudzień 2014) |
| Ciało obce                                              | - Data: 10 lutego 2017 - Wydawca: Mystic Production       | 1                 |                                    |
| Rekordowo letnie lato                                   | - Data: 29 listopada 2019 - Wydawca: Mystic Production    | 6                 |                                    |
| Pierwsza prosta                                         | - Data: 6 września 2024 - Wydawca: Mokre Buty             | 12                |                                    |
| „–” oznacza, że album nie był notowany na danej liście. |                                                           |                   |                                    |

Albumy kompilacyjne
| Tytuł               | Dane dot. albumu                                       | Pozycja na liście |
| Tytuł               | Dane dot. albumu                                       | POL               |
| ------------------- | ------------------------------------------------------ | ----------------- |
| Odrzutowce i kowery | - Data: 3 września 2021 - Wytwórnia: Mystic Production | 7                 |

Tribute albumy
| Tytuł    | Dane dot. albumu                                           |
| -------- | ---------------------------------------------------------- |
| Zadyszka | - Data: 7 października 2011 - Wytwórnia: Mystic Production |

Albumy koncertowe
| Tytuł                                                   | Dane dot. albumu                                            | Pozycja na liście |
| Tytuł                                                   | Dane dot. albumu                                            | POL               |
| ------------------------------------------------------- | ----------------------------------------------------------- | ----------------- |
| Na żywo w Studio                                        | - Data: 16 lutego 2009 - Wytwórnia: Mystic Production       | –                 |
| Przystanek Woodstock 2013                               | - Data: 4 grudnia 2013 - Wytwórnia: Złoty Melon             | –                 |
| Festival Pol’and’Rock Live 2019                         | - Data: 16 października 2020 - Wytwórnia: Mystic Production | 19                |
| „–” oznacza, że album nie był notowany na danej liście. |                                                             |                   |

### Single
| Rok | Tytuł                                       | Najwyższa pozycja na liście | Najwyższa pozycja na liście | Najwyższa pozycja na liście | Album                 |
| Rok | Tytuł                                       | LP3                         | SLiP                        | NRD                         | Album                 |
| --- | ------------------------------------------- | --------------------------- | --------------------------- | --------------------------- | --------------------- |
| 2004 | „Zanim pójdę”                               | 12                          | –                           | X                           | Wszystko jedno        |
| 2005 | „Wrócimy tu jeszcze”                        | 10                          | –                           | –                           | Wszystko jedno        |
| 2005 | „Jeszcze, jeszcze”                          | –                           | –                           | –                           | Wszystko jedno        |
| 2005 | „Od kiedy ropą”                             | –                           | 25                          | –                           | Podróże z i pod prąd  |
| 2006 | „Nostress/Łydka”                            | 27                          | –                           | –                           | Podróże z i pod prąd  |
| 2006 | „Z pamiętnika młodej zielarki”              | –                           | –                           | –                           | Podróże z i pod prąd  |
| 2007 | „Milowy las”                                | 9                           | 13                          | –                           | Nieprzygoda           |
| 2008 | „Długa droga w dół”                         | 16                          | –                           | –                           | Nieprzygoda           |
| 2008 | „Damy radę”                                 | 15                          | –                           | –                           | Nieprzygoda           |
| 2009 | „Styrana”                                   | –                           | –                           | –                           | Na żywo w studio      |
| 2009 | „Mów mi dobrze”                             | 16                          | 6                           | –                           | Mów mi dobrze         |
| 2009 | „Nie ma nieba”                              | –                           | –                           | –                           | Mów mi dobrze         |
| 2010 | „Taką wodą być”                             | –                           | 1                           | 1                           | Mów mi dobrze         |
| 2010 | „Made in China”                             | 34                          | 3                           | 4                           | Mów mi dobrze         |
| 2010 | „W piwnicy u dziadka”                       | –                           | –                           | 13                          | Mów mi dobrze         |
| 2011 | „Ojczyzna”                                  | –                           | –                           | –                           | Zadyszka              |
| 2011 | „Manewry szczęścia”                         | –                           | –                           | 1                           | Zadyszka              |
| 2012 | „Wpuść mnie”                                | 25                          | 8                           | 2                           | Ciepło/Zimno          |
| 2012 | „Bez znieczulenia”                          | –                           | –                           | 1                           | Ciepło/Zimno          |
| 2012 | „Poznański”                                 | 33                          | –                           | –                           | Ciepło/Zimno          |
| 2013 | „Niezapowiedziana”                          | 39                          | 6                           | 1                           | Ciepło/Zimno          |
| 2013 | „Nie będziem płakać” (gościnnie: Marcelina) | –                           | –                           | –                           | Ciepło/Zimno          |
| 2014 | „Smutni ludzie”                             | 27                          | –                           | –                           | Jakby nie było jutra  |
| 2014 | „Ciała detale”                              | –                           | –                           | –                           | Jakby nie było jutra  |
| 2014 | „Tańczmy”                                   | –                           | –                           | –                           | Jakby nie było jutra  |
| 2015 | „Powódź dekady”                             | 32                          | –                           | –                           | Jakby nie było jutra  |
| 2017 | „Nadzy na mróz”                             | 18                          | 9                           | –                           | Ciało obce            |
| 2017 | „Dłoń”                                      | –                           | –                           | –                           | Ciało obce            |
| 2017 | „Heroina”                                   | –                           | –                           | –                           | Ciało obce            |
| 2018 | „XXM”                                       | –                           | –                           | –                           | Ciało obce            |
| 2019 | „Zmęczony”                                  | –                           | –                           | –                           | Odrzutowce i kowery   |
| 2019 | „Cały”                                      | 46                          | –                           | –                           | Rekordowo letnie lato |
| 2019 | „Jak dawniej”                               | 47                          | –                           | –                           | Rekordowo letnie lato |
| 2019 | „Słoneczniki i konopie”                     | –                           | –                           | –                           | Rekordowo letnie lato |
| 2020 | „Mgła na torach”                            | 29                          | –                           | –                           | Rekordowo letnie lato |
| 2021 | „Bez cienia”                                | X                           | –                           | –                           | Odrzutowce i kowery   |
| 2021 | „My się nie chcemy bić 20yrs”               | X                           | –                           | –                           | Odrzutowce i kowery   |
| 2021 | „Do rana przyłóż”                           | X                           | –                           | –                           | Odrzutowce i kowery   |
| „–” oznacza, że singel nie był notowany na danej liście. „X” oznacza, że lista nie istniała w danym okresie. |                                             |                             |                             |                             |                       |

## Wideografia

### Albumy DVD
| Tytuł                     | Dane dot. albumu |
| ------------------------- | --- |
| Na żywo w Studio          | - data wydania: 24 listopada 2008 - zawiera: nagrania z koncertu, który odbył się 4 października 2008 w Krakowie w klubie „Studio” - realizacja nagrania obrazu: Mania Studio - realizacja filmu dokumentalnego „Nostress”: Fabryczna ART - wydane nakładem wytwórni: Mystic Production - format: DVD |
| Przystanek Woodstock 2013 | - data wydania: 4 grudnia 2013 - zawiera: oprócz koncertu z 2013 roku, album zawiera także fragmenty utworów z występu na Przystanku Woodstock 2012 - wydane nakładem wytwórni: Złoty Melon - format: DVD                                                                                             |

### Teledyski
| data premiery    | tytuł                | informacje dodatkowe |
| ---------------- | -------------------- | --- |
| grudzień 2004    | „Zanim pójdę”        | wideoklip promujący album Wszystko jedno |
| czerwiec 2005    | „Wrócimy tu jeszcze” | - wideoklip promujący album Wszystko jedno - realizacja: Paweł Popko - zdjęcia: Tomasz Sobański - scenariusz: Happy Sad (pisownia oryginalna) |
| październik 2005 | „Od kiedy ropą”      | - animowany wideoklip promujący album Podróże z i pod prąd - autor teledysku: Michał Kot |
| 13 lutego 2006   | „Nostress”           | - wideoklip promujący maxi singel „Nostress/Łydka” z albumu Podróże z i pod prąd - reżyseria: Antek Nykowski - zdjęcia: Luk Gutt - zdjęcia odbyły się 14 stycznia 2006 w Warszawie w klubie „Stodoła” - po raz pierwszy w teledysku Happysad zostali pokazani wszyscy członkowie zespołu, włączając w to ich menedżera |
| czerwiec 2006    | „Łydka”              | - wideoklip promujący album Podróże z i pod prąd - realizacja: grupa filmowa „Fabryczna ART” - reżyseria: Jarosław Blonka i Maciej Laskowski - zdjęcia: Jarosław Blonka - teledysk kręcono marcu 2006 Grupa Fabryczna Art zrealizowała także film dokumentalny „Nostress” zamieszczony na DVD Na żywo w Studio.        |
| wrzesień 2007    | „Milowy las”         | - wideoklip promujący album Nieprzygoda |
| marzec 2008      | „Damy radę”          | - wideoklip promujący album Nieprzygoda - reżyseria i scenariusz: Artur Wyrzykowski - zdjęcia: Tomasz Tarnawski - produkcja: studio produkcyjne „Artcore” |
| styczeń 2009     | „Styrana”            | - koncertowy wideoklip promujący album koncertowy Na żywo w Studio - realizacja: Mania Studio |
| październik 2009 | „Mów mi dobrze”      | - wideoklip promujący album Mów mi dobrze - realizacja: Mania Studio - scenariusz i reżyseria: Mateusz Winkiel - zdjęcia: Arkadiusz Żyłka - montaż: Michał Berensztajn |
| wrzesień 2010    | „Made in China”      | - wideoklip promujący album Mów mi dobrze - realizacja: Mania Studio - reżyseria: Mateusz Winkiel - zdjęcia: Piotr Maczkowski - zdjęcia miały miejsce w Garwolinie |
| październik 2011 | „Ojczyzna”           | - koncertowy wideoklip promujący album Zadyszka |
| 5 września 2012  | „Wpuść mnie”         | - animowany wideoklip promujący album Ciepło/Zimno - realizacja: studio Box of Emotions - reżyseria: Robert Kempa, Żaneta Jasińska |
| listopad 2012    | „Bez znieczulenia”   | - „oficjalny nieteledysk” promujący album Ciepło/Zimno - zmontowany z materiałów wideo zarejestrowanych w lutym 2012 podczas sesji nagraniowej płyty Ciepło/Zimno |
| wrzesień 2014    | „Smutni ludzie”      | - wideoklip promujący album Jakby nie było jutra - autor teledysku: Artur Filipowicz (Mediakraft Polska) |
| wrzesień 2014    | „Ciała detale”       | - wideoklip promujący album Jakby nie było jutra - autor teledysku: Artur Filipowicz (Mediakraft Polska) |
| lipiec 2015      | „Powódź dekady”      | - wideoklip promujący album Jakby nie było jutra - reżyseria: Artur Filipowicz i Arek Balcerzyk - zdjęcia i montaż: Arek Balcerzyk - produkcja: Mediakraft Polska |
| 3 stycznia 2017  | „Nadzy na mróz”      | - wideoklip promujący album „Ciało obce” - reżyseria i montaż: Grzegorz Lipiec - zdjęcia: Oskar Kozłowski - produkcja: Sky Piastowskie |
| 3 lutego 2017    | „Dłoń”               | - reżyseria i montaż: Grzegorz Lipiec - zdjęcia: Oskar Kozłowski - produkcja: Sky Piastowskie |
| 12 lutego 2017   | „Heroina”            | - reżyseria i montaż: Grzegorz Lipiec - zdjęcia: Oskar Kozłowski - produkcja: Sky Piastowskie |
| 26 lutego 2017   | „XXM”                | - reżyseria i montaż: Grzegorz Lipiec - zdjęcia: Oskar Kozłowski - produkcja: Sky Piastowskie |
| 20 maja 2019     | „Cały”               | - wideoklip zapowiadający ósmą płytę zespołu - reżyseria: Piotr Starzyk - zdjęcia: Jakub Burakiewicz (Match&Spark) - produkcja: Dominika Głuchowska, Janek Szczeniowski (MAKATA) |